# Lenguas lequíticas
Las lenguas lequíticas o lejíticas incluyen tres lenguas habladas en Europa Central, principalmente en Polonia, e históricamente también en Brandeburgo, Mecklemburgo y Pomerania Occidental, en la región noreste de la moderna Alemania. Este grupo de idiomas es una rama de las mayores lenguas eslavas occidentales.

## Clasificación
Internamente las lenguas lequítica se dividen comúnmente en los siguientes subgrupos:
- Polaco - (código de ISO 639-1: pl; código de ISO 639-2: pol)
  - Gran polaco
  - Pequeño polaco
  - Masoviano
  - Dialecto de Lvov (casi extinto)
- Pomeranio
  - Casubio (código de ISO 639-2: csb)
  - Eslovincio (extinto)
- (Alto) Silesiano (código de ISO 639-3: szl)
- Polabo (extinto, código de SIL: pox)

Las características de las lenguas lequíticas son:
- Mutación del protoeslavo ě, e, ę antes alveolares en a, o, ǫ.
- Continuación del dj protoeslavo, gě2, gi2 como d͡z, d͡zě, d͡zi.
- Falta de transición g → ɣ.
- Preservación de vocales nasales.
- La llamada cuarta palatalización de velares en los idioma polaco y casubio.

El término lequítico deriva de la forma más popular del nombre del legendario Lech (aparentemente una forma distorsionada de *lęch). El pueblo eslavo con los idiomas también se conocen como lequitas.